# Vasile Sturdza
 Vasile Sturdza (né le 8 novembre 1810 à Barlad et mort en janvier 1870 à Iași, est un homme politique roumain, membre du  « Căimăcămiei de trei »  (français : Caïmacanat de trois)  (octobre 1858 – janvier 1859) puis  premier ministre de la Principauté de Moldavie (1859). 

## Biographie
Vasile ou Basile Sturdza  est le fils du boyard moldave  Constantin Sturdza, seigneur de Barlad, et d'Ecaterina Cantacuzino.  Il fait ses études à l'étranger, mais revient  en Moldavie en 1833 pour gérer la grande propriété familiale. 
En 1849,  il est élu membre du  Divan de Iasi, et l'année suivante  il est appelé à occuper le poste de  Ministre des  Travaux publics de la Moldavie. En 1856 il est élu au  « Divan Royal de Moldavie », puis assume la fonction de gouverneur de la  Banque Nationale de Moldavie (1857). 
Reconnu pour ses qualités politiques, Sturdza est élu  membre du Divan ad-hoc de Moldavie en 1858  ce qui lui permet d’accéder au gouvernement du pays dans le  cadre du « Caïmacanat de  Trois » (roumain: Căimăcămiei de trei)  avec Ștefan Catargiu, remplacé dès le 20 octobre par Ioan A. Cantacuzène et Anastasie Panu (octobre 1858 - janvier 1859).
Le prince Alexandru Ioan Cuza  le nomme ensuite  Premier ministre et ministre de l'Intérieur dans le premier  ministère  de son règne en  Moldavie (17 janvier 1859 -  6 mars 1859). 
Vasile Sturdza s’est illustré  par sa capacité d'organisation dans l'administration. Plus tard, lors de la formation de la Haute Cour de Cassation et de Justice du pays, le 14 février 1862,  il est désigné pour présider cette institution. 
Il demeure en fonction jusqu'au 19  octobre 1868, date à laquelle il démissionne et décide de se retirer de la vie publique. Basile Sturdza meurt à Iași en janvier 1870  à l'âge de 59 ans.

## Sources
- (ro) Stelian Neagoe  Istoria guvernelor României  Editura Machiavelli, 1999.